# Selaginella producta
Selaginella producta är en mosslummerväxtart som beskrevs av Bak.. Selaginella producta ingår i släktet mosslumrar, och familjen mosslummerväxter. Inga underarter finns listade i Catalogue of Life.